# 越南铁路

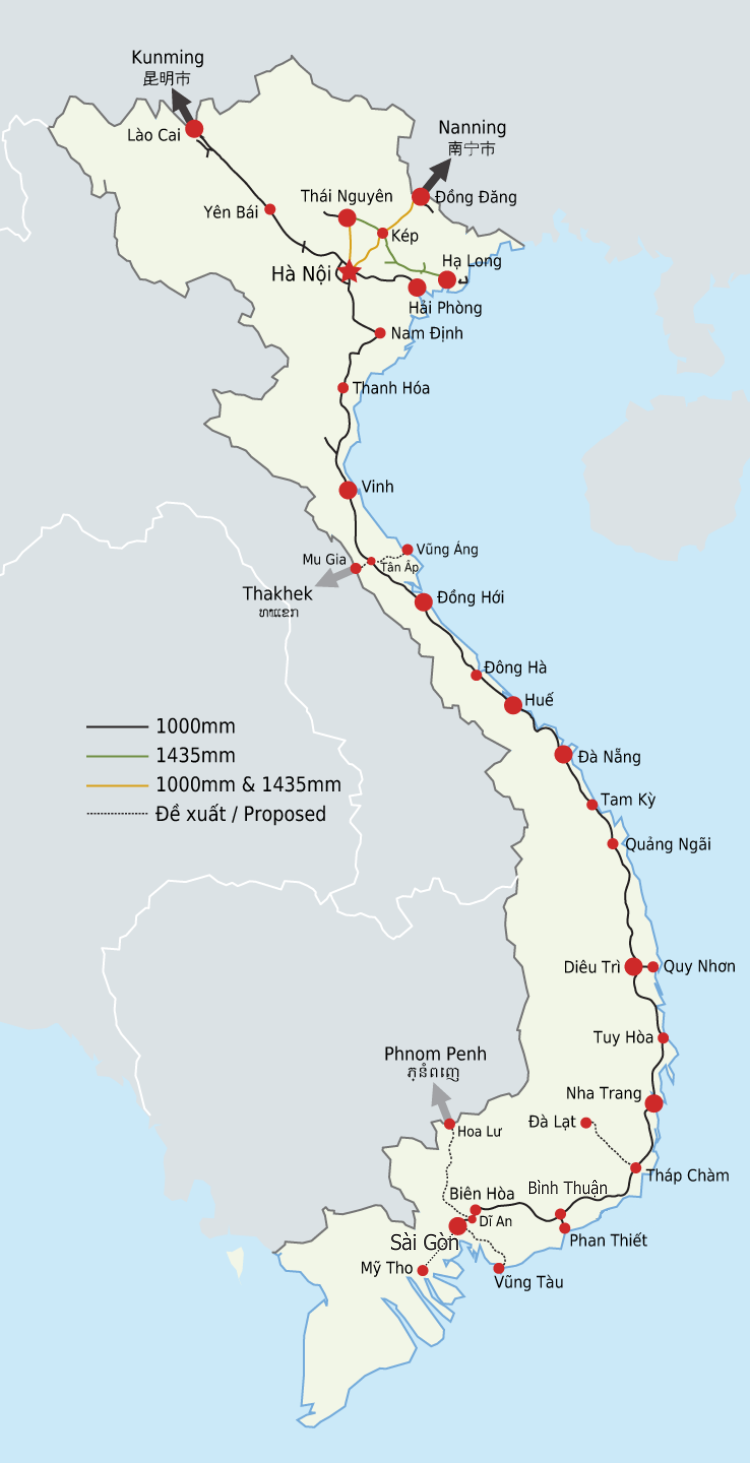
越南铁路網絡

越南铁路总公司（越南语：／*/?），简称越南铁路（越南语：／*/?）是越南的国营铁路公司，总部位于河内市還劍郡黎笋街118号，于2003年根据越南政府34/2003/QĐ-TTg号命令而成立。
越南铁路总公司是由越南中央政府管理的国有独资有限责任企业，主要业务范围包括铁路客货运输服务、国内多式联运、国际铁路联运的经营管理；管理、开发、维护国家铁路基础设施；设计、制造、维护铁路运输和铁路工程所需要的各种车辆和机械设备等。越南铁路管辖铁路营业里程超过2600公里，下设2家铁路客运公司、15家铁路管理公司、5家铁路通信信号公司、12家铁路建筑工程公司、3家铁路机车车辆制造企业、2家工程咨询服务公司，以及铁路职业技术学院、铁路旅游公司等附属单位。总公司的组织架构包括管理董事会、监理会、总经理以及协助部门。

## 營運路線
- 南北鐵路
- 河同鐵路
- 河老鐵路
- 河太鐵路
- 河海鐵路
- 克太鐵路
- 克下鐵路
- 北文鐵路